# Cunctochrysa sinica
Cunctochrysa sinica är en insektsart som beskrevs av C.-k. Yang och X.-k. Yang 1989. Cunctochrysa sinica ingår i släktet Cunctochrysa och familjen guldögonsländor. Inga underarter finns listade i Catalogue of Life.